# قرحة جلدية

رسم تخطيطي للقرحة (يمين) والتسحُّج (وسط) والتآكل (يسار).

القرحة (باللاتينية: ulcus, ulceris, n) هي عيب عميق وغالباً مزمن في ظهارة الجلد أو غشاء مخاطي والأنسجة المستبطنة نتيجة عدوى أو عوامل فيزيائية أو كيميائية أو نقص في التروية الدموية أو التعصيب. تتميز القرحة عن الجرح بفقدان نسيج. تندمل القرحة مع تشكيل ندبة.

## العلاج
التقرحات الجلدية قد تستغرق وقتاً طويلاً للشفاء. يتم العلاج لتجنب القرحة، إزالة أي تصريف فائض، المحافظة على ترطيب الجرح، السيطرة على الوذمة، وتخفيف الألم الناجم عن تلف الأعصاب والأنسجة.
تستخدم عادةً المضادات الحيوية لتجنب القرحة والمحافظة على إخلاء التقرحات من الأنسجة الميتة من خلال التنضير الجراحي.
كجزء من العلاج ينصح المرضى بتغيير نمط حياتهم إذا أمكن وتغيير نظام غذائهم. تحسين الدورة الدموية مهم في علاج التقرحات الجلدية، لذلك ينصح المرضى بممارسة الرياضة، التوقف عن التدخين وفقدان الوزن.

## حالات خاصة
- قرحة فراش
- قرحة هضمية